# Peter Van Heyghen
Peter Van Heyghen est un chef d'orchestre et flûtiste à bec belge, né à Bruges en 1963.

## Biographie
Peter Van Heyghen a étudié la flûte à bec et le chant au Koninklijk Conservatorium de Gand. Au fil du temps, il s'est imposé comme un spécialiste internationalement reconnu dans le domaine des usages d'interprétation de la musique de la Renaissance et de l'ère baroque. Il se produit en concert dans le monde entier en tant que soliste, avec l'ensemble de musique de chambre More Maiorum, avec le consort de flûtes à bec Mezzaluna dont il est le fondateur. 
En tant que chef d'orchestre, entre  2004 et 2014 il s'est produit principalement avec l'orchestre baroque Les Muffatti, dont il était le directeur artistique. En outre, il dirige régulièrement les orchestres baroques des conservatoires de Bruxelles et de La Haye, et accepte occasionnellement des invitations à diriger des orchestres tels que Les Agrémens (Namur), le Wroclaw Philharmonia Baroque Orchestra ou les Deutsche Händelsolisten (Karlsruhe). Il est régulièrement l'invité des festivals de musique ancienne, dont ceux de Bruges, Anvers, Utrecht, Ratisbonne ou Saint-Pétersbourg.
Jusqu'il y a peu, il a été également actif comme chanteur spécialisé en musique Renaissance. Il a collaboré avec des ensembles tels que Capilla Flamenca et Weser-Renaissance, et durant quatre ans il a été l'un des directeurs artistiques de l'ensemble vocal Cappella Pratensis.
En 2005, Klara, radio belge de musique classique, l'a élu « Festivalster » du festival Musica Antiqua de Bruges. Entre 2007 et 2009, il a été, avec ses ensembles, « artiste en residence » à l'Augustinus Muziekcentrum (AMUZ) d'Anvers. Il a participé à l'enregistrement de nombreux CD, dont les concertos pour violon et orchestre de Jean-Marie Leclair pour les labels Passacaille, Eufoda, Accent, Klara et Ramée.
Comme chercheur, il a publié un nombre important d'articles novateurs sur l'histoire et sur la pratique d'exécution de la flûte à bec. Il est professeur de pratiques d'exécution historiques (pour les musiques Renaissance et baroque) aux conservatoires de Bruxelles et de La Haye. En outre, il est régulièrement invité à donner des conférences, des master classes et des ateliers dans les conservatoires et les universités à travers le monde. Depuis 2012, il est « Courtesy Professor of Musicology » à l'Université de l'Oregon (Eugene, États-Unis).

## Discographie sélective
- Jean-Marie Leclair : Concertos pour violon et orchestre Opus 7, No 1, 2, 4, 5, 6, Luis Otavio Santos, violon, Les Muffati, dir. Peter Van Heyghen - CD Ramée 2012